# Rea (nome)
Rea  è un nome proprio di persona italiano femminile.

## Varianti in altre lingue
- Ceco: Rhea
- Francese: Rhéa
- Greco antico: Ρέα (Rhea)[1], ‘Ρεια (Rheia)[1]
- Inglese: Rhea
- Lituano: Rėja
- Polacco: Rea
- Rumeno: Rhea
- Spagnolo: Rea
- Svedese: Rhea
- Tedesco: Rea, Rhea
- Ungherese: Rhea

## Origine e diffusione
È una ripresa del nome di Rea, una titanide della mitologia greca, madre di Ade, Demetra, Era, Estia, Poseidone e Zeus. Tale nome è portato anche dalla leggendaria madre di Romolo e Remo, Rea Silvia.
L'origine è ignota. Le ipotesi proposte lo riconducono al greco antico ‘Ρεια  (Rheia), forse proveniente da ρεω (rheo) "scorrere [dell'acqua]" o ρεος (rheos) "ruscello, corrente", col possibile significato di "fluente", "che scorre", oppure su ερα (era), "terra", "suolo". Va notato che coincide con il termine italiano "rea" che significa "colpevole", tuttavia questo termine non ha alcuna correlazione con l'etimologia del nome.

## Onomastico
Non ci sono sante che portano il nome Rea, che quindi è adespota. L'onomastico si può festeggiare il 1º novembre in occasione di Ognissanti.

## Persone

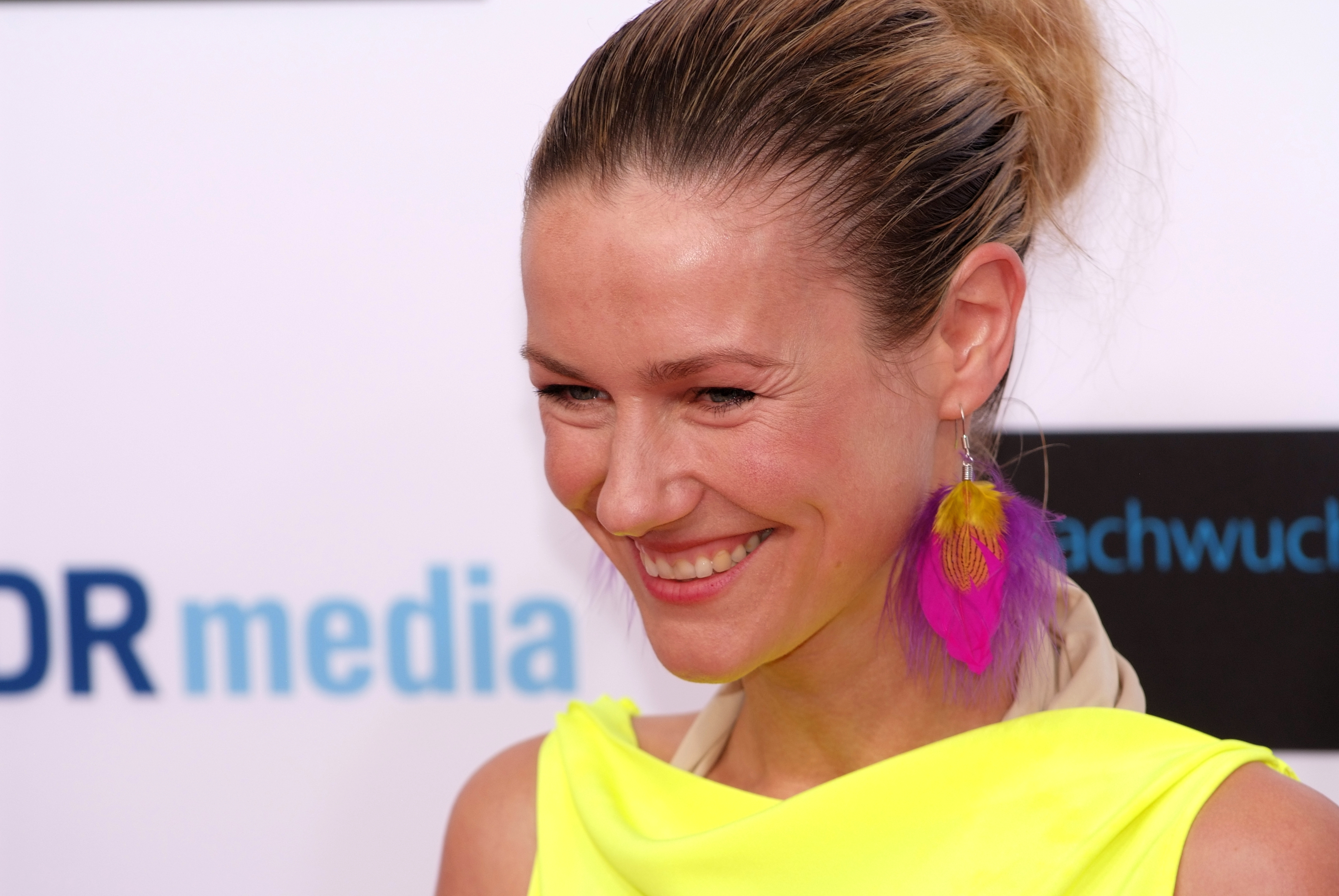
Rhea Harder

### Variante Rhea
- Rhea Harder, attrice tedesca

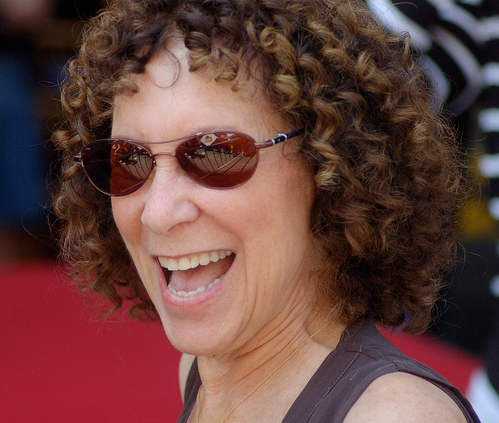
Rhea Perlman

- Rhea Perlman, attrice e produttrice cinematografica statunitense
- Margaret Rhea Seddon, astronauta e medico statunitense
- Rhea Seehorn, attrice statunitense

## Il nome nelle arti
- Rea è il nome italiano di Rei Hino, ovvero il personaggio di Sailor Mars nella serie di Sailor Moon.
- Rea, personaggio dei videogiochi Pokémon .

## Toponimi
- Rea è un satellite di Saturno e 577 Rhea è un asteroide della fascia principale; entrambi ricevono il nome dalla figura della mitologia greca.